# MAZ-6430
Der Lastkraftwagen MAZ-6430 (russisch МАЗ-6430, deutsche Transkription eigentlich MAS-6430) ist ein Lkw-Typ des belarussischen Fahrzeugherstellers Minski Awtomobilny Sawod, der seit 1997 in Serie produziert wird.

## Beschreibung

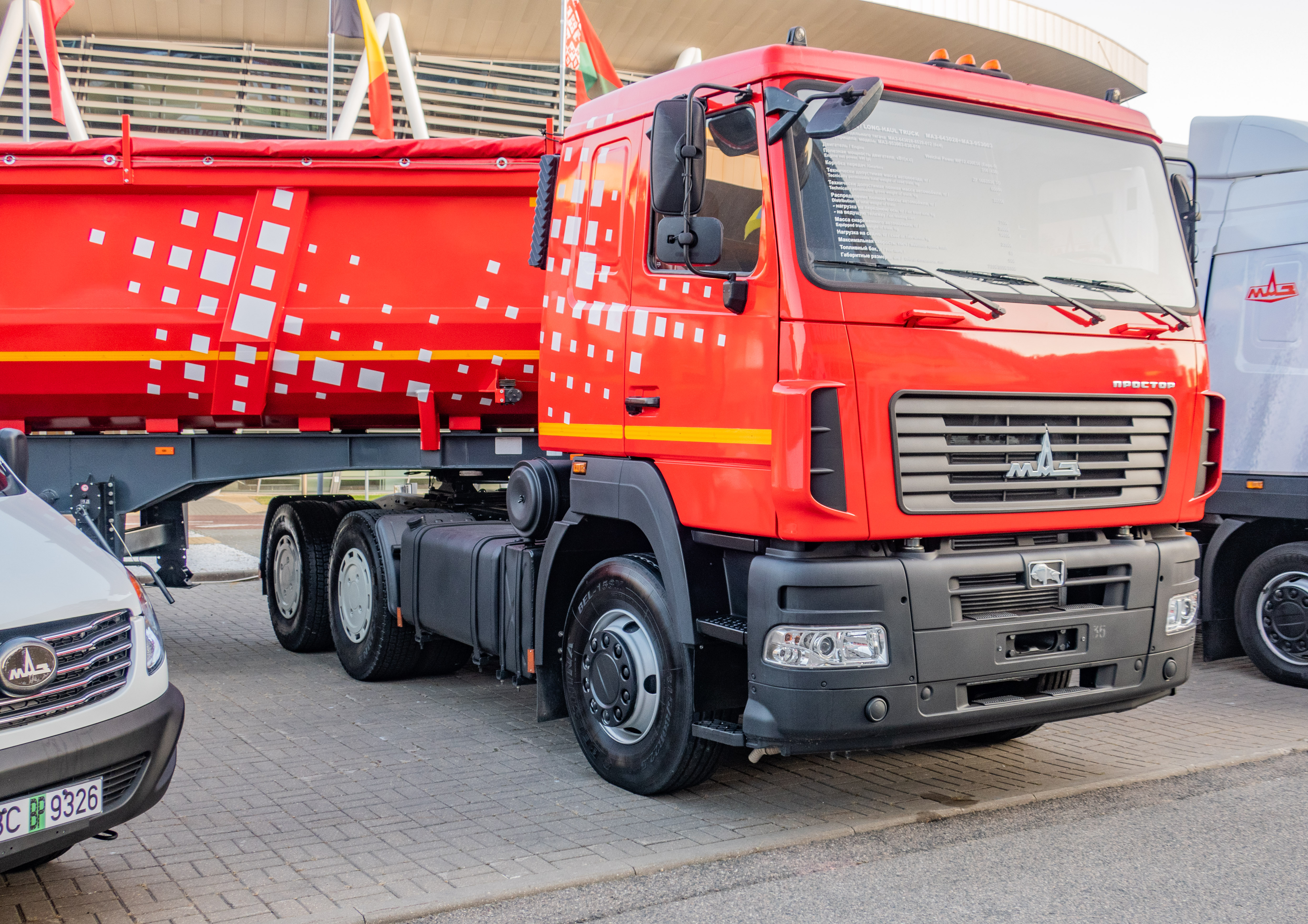
MAZ-6340 mit Kippauflieger auf einer Messe in Minsk (2019)

Bereits seit Anfang der 1980er Jahre wurde bei MAZ die schwere dreiachsige Sattelzugmaschine MAZ-6422 gefertigt. Mitte der 1990er Jahre entwarf man eine Fernverkehrszugmaschine, welche ausreichende Standards erfüllte, um im Fernverkehr mit Westeuropa eingesetzt zu werden. Ab 1996 wurde dann eine zweiachsige Version, der MAZ-5440 erprobt, ein Jahr später begann die Produktion der dreiachsigen Version MAZ-6430. Seit seiner Markteinführung wird das Fahrzeug in diversen unterschiedlichen Modellvarianten hergestellt, welche sich äußerlich oft kaum unterscheiden, jedoch teilweise, besonders im Bereich der Motoren, erhebliche technische Unterschiede aufweisen. Einige Versionen entsprechen heutigen Regelungen und werden auch in Deutschland vertrieben. Technische Komponenten werden z. T. auch von deutschen Unternehmen zugekauft oder in Lizenz gefertigt, so z. B. Motoren von MAN oder Getriebe von ZF.

## Modellvarianten
(Oftmals existieren noch diverse unterschiedliche Ausführungen innerhalb der Modellvarianten, durch noch einmal zusätzlich angehängte Nummern bezeichnet. Die Liste erhebt keinen Anspruch auf Vollständigkeit).
- MAZ-6430A8, 1997 eingeführt, auf dem belarussischen Markt nach wie vor erhältlich, mit Antriebsformel (6×2) und für zulässige Gesamtgewichte des Gespanns bis 38 Tonnen.
- MAZ-6430A9, seit 2008 gebaut, mit JaMZ-650.10-Dieselmotoren ausgestattet (Lizenzbau von Renault-Trucks), entspricht Euro-3-Abgasnorm, Antriebsformel (6×4)
- MAZ-6430A5, Version mit schwächerem Dieselmotor (243 kW), hauptsächlich in Kombination mit Kippaufliegern als Baufahrzeug angeboten, auch auf dem deutschen Markt erhältlich, Antriebsformel (6×4)
- MAZ-643018, seit 2011 gebaut und mit Dieselmotoren von Daimler ausgestattet (320 kW), Antriebsformel (6×4)
- MAZ-643021, Modell mit MAN-Dieselmotor (338 kW), Luftfederung hinten und auf 121 km/h gesteigerte Höchstgeschwindigkeit, erfüllt Euro-2-Abgasnorm, für bis zu 65 Tonnen Gesamtgewicht des Gespanns zugelassen
- MAZ-643026, Allradvariante (6×6) mit MAN-Dieselmotor
- MAZ-643008, JaMZ-Achtzylinder-Dieselmotor mit manuellem 9-Gang-Schaltgetriebe
- MAZ-6430B7, erfüllt Euro-4-Standard
- MAZ-6430W8, erfüllt Euro-4-Standard
- MAZ-6430B9
- MAZ-643019

## Technische Daten
(für das Modell MAZ-6430A9)

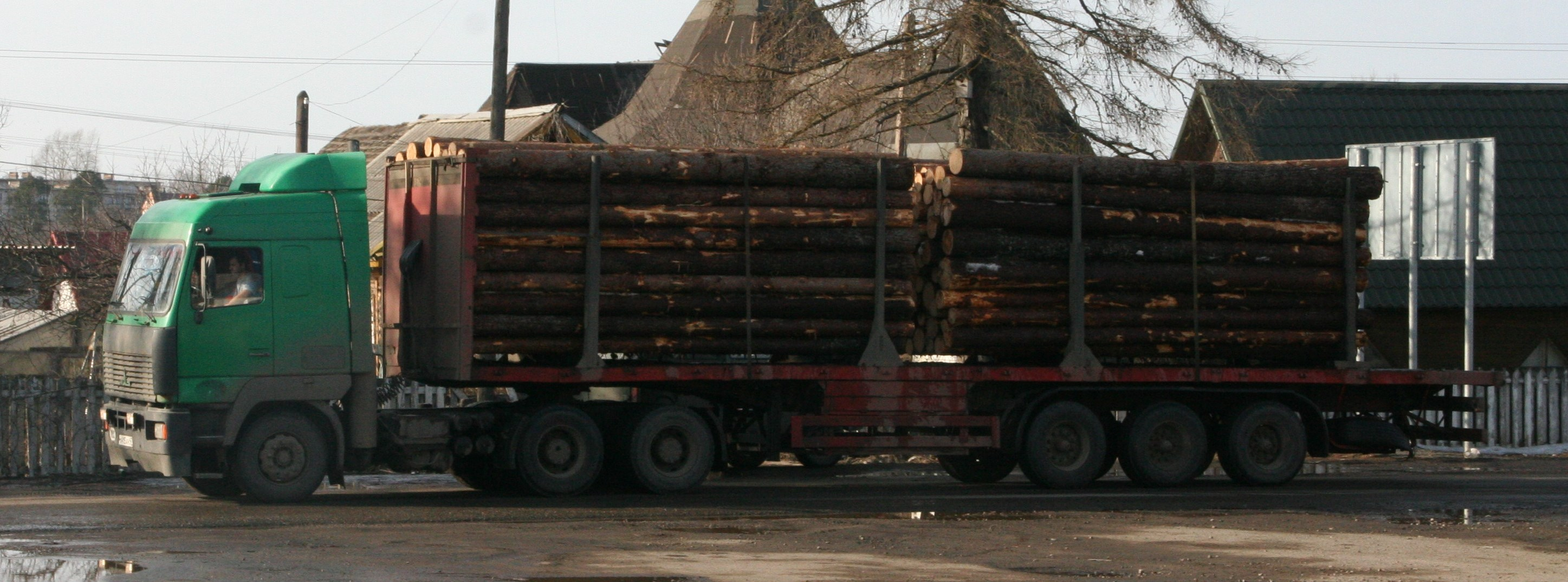
Ein MAZ-6430A8 mit Auflieger zum Holztransport in Russland

- Motor: JaMZ-650.10 (EURO-3) Dieselmotor
- Leistung: 303 kW (412 PS)
- Getriebe: ZF 16S1650 (16 Gänge) oder auch 16JS200TA (ebenfalls 16 Gänge)
- Tankinhalt: 500 l
- Federung hinten: Wahlweise pneumatisch oder Blattfederung

Abmessungen und Gewichte
- Höhe der Sattelkupplung: 1350 mm
- Achslast vorne: 7300 kg
- Achslast hinten: Jeweils 11.500 kg
- Zulässiges Gesamtgewicht: 30.300 kg
- Zulässiges Gesamtgewicht Sattelzug: 52.000 kg